# Zapadka Mullera
Zapadka Mullera – proces akumulacji niekorzystnych mutacji w genomach i puli genowej populacji organizmów rozmnażających się bezpłciowo, pozbawionych mechanizmów rekombinacji.

## Pochodzenie nazwy
Nazwa pochodzi od słowa „zapadka” (ang. – ratchet) użytego przez Hermanna Mullera dla podkreślenia nieodwracalności zmian genetycznych powodowanych przez mutacje w genomach organizmów rozmnażających się bezpłciowo. Została ona podchwycona i spopularyzowana przez genetyka-ewolucjonistę J. Felsensteina.

## Opis
Proces akumulacji niekorzystnych mutacji w puli genowej organizmów rozmnażających się bezpłciowo został zaproponowany w celu wyjaśnienia ewolucji rozmnażania płciowego i jego przewagi nad rozmnażaniem bezpłciowym.
Wiele mutacji nie jest letalnych, lecz tylko obniża, często nieznacznie, dostosowanie. Dlatego nie są one eliminowane przez dobór naturalny – osobniki będące ich nosicielami przeżywają. Jednakże, ponieważ z pokolenia na pokolenie pojawiają się nowe mutacje w różnych loci genowych, ich wpływ na dostosowanie kumuluje się. W klonie organizmów rozmnażających się bezpłciowo mutacji może tylko przybywać, ponieważ prawdopodobieństwo zajścia mutacji powrotnej jest znikomo małe. Gdy w linii osobników rozmnażających się bezpłciowo nagromadzi się wystarczająco dużo takich szkodliwych mutacji, średnie dostosowanie w populacji maleje, aż zostanie ona wyeliminowana przez dobór naturalny. Natomiast podczas rozmnażania płciowego, dzięki rekombinacji, następuje tasowanie loci genowych. Allele z mutacjami szkodliwymi mogą być w związku z tym eliminowane z populacji a średnie dostosowanie w populacji może wzrastać.